# Serpins
Serpins es una freguesia portuguesa del concelho de Lousã, con 36,12 km² de superficie y 1.712 habitantes (2001). Su densidad de población es de 47,4 hab/km².

## Galería

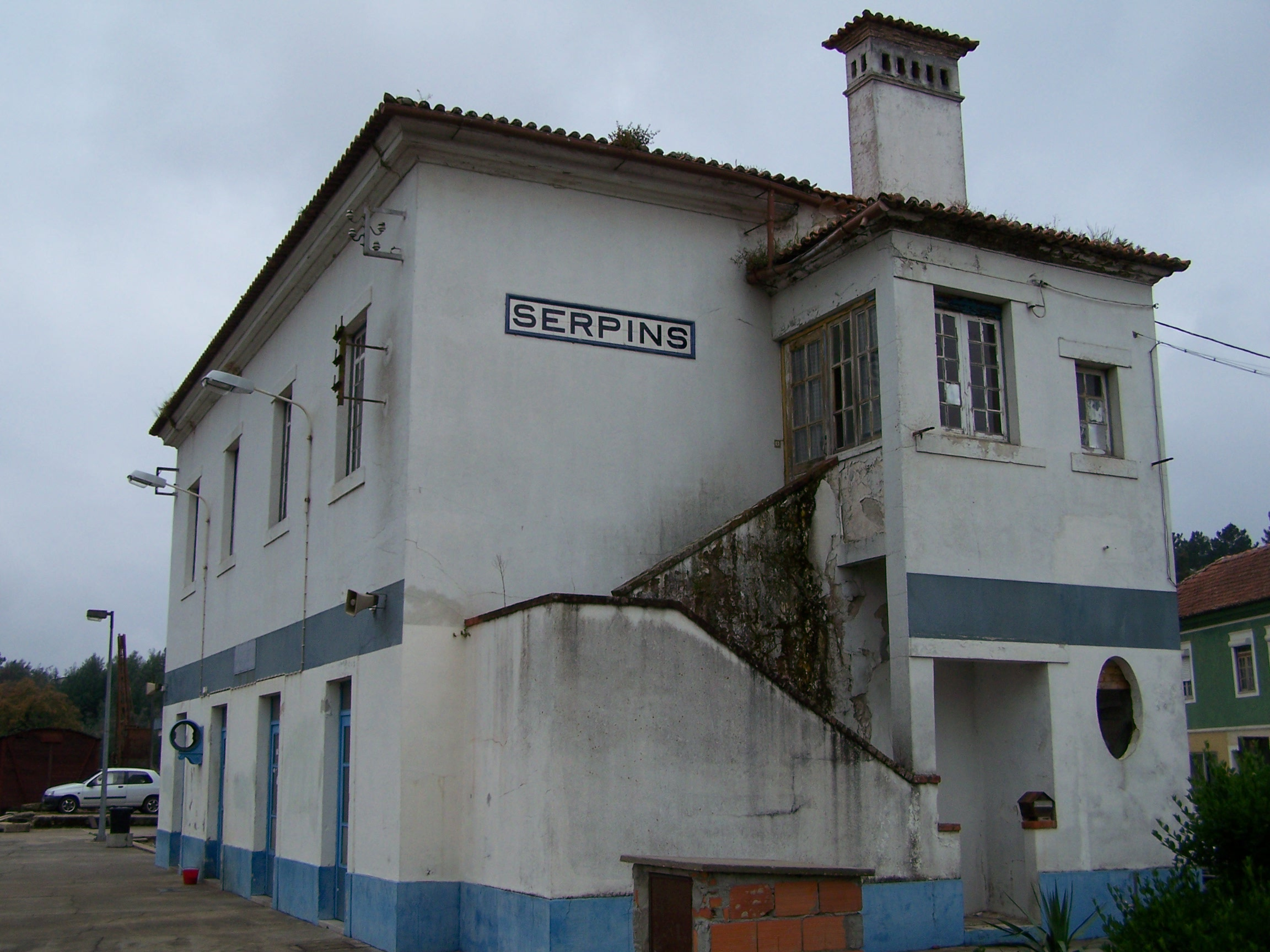
Estación de Serpins